# Liste der Naturdenkmale in Gaiberg
| Naturdenkmale | Anzahl |
| ------------- | ------ |
| FND           | 0      |
| END           | 2      |
| Gesamt        | 2      |

Die Liste der Naturdenkmale in Gaiberg nennt die verordneten Naturdenkmale (ND) der im baden-württembergischen Rhein-Neckar-Kreis liegenden Gemeinde Gaiberg. In Gaiberg gibt es insgesamt zwei als Naturdenkmal geschützte Objekte, keines ist ein flächenhaftes Naturdenkmal (FND), beide sind Einzelgebilde-Naturdenkmale (END).
Stand: 31. Oktober 2016.

## Einzelgebilde (END)
| Name                               | Bild | Kennung     | Einzelheiten | Position | Fläche Hektar | Datum         |
| ---------------------------------- | ---- | ----------- | ------------ | -------- | ------------- | ------------- |
| Winterlinde evang. Kirche          |      | 82260220001 | Gaiberg      | ⊙        | 0,0           | 26. Feb. 2004 |
| 2 Winterlinden Heidelberger Straße | BW   | 82260220002 | Gaiberg      | ⊙        | 0,0           | 26. Feb. 2004 |
| Legende für Naturdenkmal           |      |             |              |          |               |               |